# ファブレス
ファブレス（fabless）とは、その名の通りfab（fabrication facility、つまり「工場」）を持たない会社のこと。工場を所有せずに製造業としての活動を行う企業を指す造語およびビジネスモデルである。

## 概要
具体的には、製品の企画、設計、開発は行うが、製品製造のための自社工場は所有せず、製造自体はEMSに全てか大半を委託し、製品はOEM供給を受ける形で調達し、自社ブランドの製品として販売する。ファブレスの形態でも自社工場を所有しているメーカーは存在するが、この場合は修理工場としての機能（アフターサービス）に特化していたり、製造機能を持っていたとしてもEMSに委託しにくい特殊な少量受注生産品など、極小規模な生産機能に限定される。
ファブレス業態の企業は、現在ではコンピュータ、食品、玩具（ホビー）などさまざまな業種で見られるようになっている。
ファブレスが主流となっている業種の一つに半導体産業がある。主に半導体関連企業は従来、半導体設計とその製造を同じ企業内で行ってきた（AMDの創業者ジェリー・サンダースの有名な言葉に「ファブを持ってこそ真の男」がある）。しかし、半導体製造装置や無塵環境が必要なその周辺設備の投資には莫大な費用がかかることや、シリコンサイクルと呼ばれる、半導体製造企業各社が約4年に一度一斉に行う製造プロセス更新のため減価償却期間が短いなど、事業として成り立たせるための資金調達が難しくなる傾向がある。このため製造設備を持たず、研究開発のみに従事する企業とすることでこれらを回避し比較的安定した事業を行うことができる。設計した半導体は、一般的な半導体総合企業やシリコンファウンドリとよばれる半導体製造専業企業に製造を委託する。これを開発設計から製造まで一貫してやる縦の分業（垂直統合）に対して、横の分業という。
ファブレスという業態は製造業として分類されるものの基準はあいまいで、海外から買い入れた製品に自社のEANコード（JANコード）を添付しただけの卸業者がファブレス企業として製造業を称することも可能である。ファブレス企業であるメルコは工場を有していないという理由から店頭市場公開時に製造業ではなく商社として分類されかけたが、社長の説明の末製造業コードを得ることができた。のちに証券コード協議会が制定した「業種別分類に関する取扱要項」においては、自社で研究開発を行った商品について製造委託を行う場合や、仕入先となる工場への出資（製造部門を子会社に分離）・生産設備の貸与などを行っている場合には、原則として製造業とみなされる。
総務省の日本標準産業分類では『(2) 製造問屋（自らは製造を行わないで、自己の所有に属する原材料を下請工場などに支給して製品をつくらせ、これを自己の名称で卸売するもの）』という業種は卸売業に分類される。日本銀行調査統計局は『ファブレスメーカー（卸売りを主にするもの）』を卸売業かその他サービスとして分類している。

### 歴史
1916年、ジョン・T・トンプソンがトンプソン・サブマシンガン開発のためオート・オードナンスを設立したが、社員は技術者のみで社屋や工場を有しておらず、実際の製造は他社に委託していた。
現代のファブレス企業の起源としては、1980年代のアメリカ合衆国カリフォルニア州にあるシリコンバレーで半導体設計に特化した企業が製品生産を外部工場となる日本企業に委託したのが始まりとされる。
日本ではバブル崩壊以降、製造業の在り方に変化が発生し、かつて兵庫県神戸市に本社を置いていた自動車用タイヤホイールメーカーのカービングが最も早くファブレス型経営方式を取り入れた。その後、半導体産業にファブレス企業が増えた。